# Gaby Hoffmann
Gabriella Mary Antonia Hoffmann, coneguda com a Gaby Hoffmann (Nova York, 8 de gener de 1982), és una actriu estatunidenca, famosa pels seus papers a Alguna cosa per recordar, Transparent i Girls,

## Biografia
Nascuda a Nova York, filla de l'actriu i escriptora Viva (nascuda Janet Susan Mary Hoffmann), ha aparegut en moltes pel·lícules d'Andy Warhol, i de l'actor de fulletons Anthony Herrera, destacant pel paper de James Stenbeck en Així gira el món. Té una germana més gran, Alexandra Auder, nascuda de la relació entre la mare i el director Michel Auder. Va ser criada per la mare, el seu pare no ha tingut una presència significativa en la seva vida. El va conèixer quan tenia cinc anys.
Des del seu naixement fins al 1993 ha viscut amb la mare al famós Chelsea Hotel. Mare i filla van deixar el Chelsea Hotel el juliol de 1993 després d'una disputa amb la direcció. Es van traslladar a una casa de lloguer a Woodland Hills, Los Angeles, que va ser greument afectada pel sisme de Northridge del 1994. Successivament van viure temporalment al The Oceana Suites Hotel a Santa Monica, no gaire lluny de Malibù.
Comença a actuar amb quatre anys participant a diversos espots publicitaris, amb set anys debuta al cinema en El home dels somnis, al costat de Kevin Costner, i en la comèdia Jo i oncle Buck amb John Candy. En pocs anys esdevé una de les actrius nenes més requerides dels anys noranta; és dirigida per Nora Ephron en This Is My Life i Alguna cosa per recordar, al costat de Mel Gibson en El home sense rostre, interpreta Samantha, que en edat adulta farà Demi Moore, en Amigues per sempre. També va ser dirigida per Woody Allen en Tots diuen ELS Love You i interpreta la filla de Tommy Lee Jones en Volcano.
A la televisió la Hoffmann ha estat protagonista de la sèrie Someone Like Me, centrada en una jove, Gaby, i la seva família disfuncional. La sèrie només va durar sis episodis. La idea de la sèrie va néixer quan l'aleshores productora Gail Berman va llegir un article del New York Times sobre l'hotel protagonista del llibre per nens Gaby at the Chelsea, escrit per Viva i Jane Lancellotti. El 1995, amb Shelley Long, actua en el telefilm Un divendres boig, remake de la pel·lícula Freaky Friday, interpretada el 1976 per Jodie Foster i Barbara Harris.
El 1999 torna als estudis al Bard College de Nova York per una llicenciatura en literatura. Des del 2001 ha suspès la seva carrera d'actriu per concentrar-se en els estudis, diplomant-se el 2003. Entre el 2003 i el 2007, l'actriu es dedica exclusivament a la carrera teatral a Nova York; actua a les obres teatrals 24 Hour Plays, The Sugar Syndrome i Third. A més surt en l'obra de Broadway Suburbia, al costat de Kieran Culkin i Jessica Capshaw al Second Stage Theatre.
El 2007 torna gradualment a la seva carrera cinematogràfica, dedicant-se principalment al cinema independent. Ha actuat a la pel·lícula Life During Wartime, de Todd Solondz, i 13 - Si perds..., de Géla Babluani. Obté un candidatura als premis Independent Spirit 2014 per la seva interpretació en Crystal Fairy & the Magical Cactus and 2012.

## Filmografia
Les seves pel·lícules més destacades són:

### Cinema
- Camp de somnis (Field of Dreams), dirigida per Phil Alden Robinson (1989)
- Uncle Buck, dirigida per John Hughes (1989)
- This Is My Life, dirigida per Nora Ephron (1992)
- Alguna cosa per recordar (Sleepless en Seattle), dirigida per Nora Ephron (1993)
- The Man Without a Face, dirigida per Mel Gibson (1993)
- Amigues per sempre (Now and Then), dirigida per Lesli Linka Glatter (1995)
- Tothom diu "I love you" (Everyone Says ELS Love You), dirigida per Woody Allen (1996)
- Volcano, dirigida per Mick Jackson (1997)
- Strike!, dirigida per Sarah Kernochan (1998)
- Snapped, dirigida per Jesse Feigelman (1998)
- 200 Cigarettes, dirigida per Risa Bramon Garcia (1999)
- Coming Soon, dirigida per Colette Burson (1999)
- Black & White, dirigida per James Toback (1999)
- You Can Count on Me, dirigida per Kenneth Lonergan (2000)
- Perfume, dirigida per Michael Rymer i Hunter Carson (2000)
- Severed Ways: The Norse Discovery of America, dirigida per Tony Stone (2007)
- Life During Wartime, dirigida per Todd Solondz (2009)
- 13 (13), dirigida per Géla Babluani (2010)
- Wolfe with an I, dirigida per David Louis Zuckerman (2011)
- The Surrogate Mary, dirigida per Nick Nehez (2011)
- Nate and Margaret, dirigida per Nathan Adloff (2012)
- Crystal Fairy & the Magical Cactus and 2012, dirigida per Sebastián Silva (2013)
- Burma, dirigida per Carlos Puga (2013)
- Goodbye World, dirigida per Denis Hennelly (2013)
- Veronica Mars, dirigida per Rob Thomas (2014)
- Obvious Child, dirigida per Gillian Robespierre (2014)
- Wild, dirigida per Jean-Marc Vallée (2014)

### Televisió
- Someone Like Me – sèrie TV, 5 episodis (1994)
- Freaky Friday – pel·lícula TV, dirigida per Melanie Mayron (1995)
- Whose Daughter Is She? – pel·lícula TV, dirigida per Frank Arnold (1995)
- Law & Order: Criminal Intent – sèrie TV, 1 episodi (2005)
- The Eastmans – pel·lícula TV, dirigida per Jason Ensler (2009)
- Privades Practice – sèries TV, 1 episodi (2010)
- The Good Wife – sèries TV, 1 episodi (2011)
- Homeland – sèrie TV, 1 episodi (2011)
- Louie – sèrie TV, 1 episodi (2012)
- Girls – sèrie TV, 4 episodis (2014)
- Transparent – sèries TV (2014- en curs)

## Premis i nominacions
- Premi Young Artist 1990 – Millor actriu jove no protagonista per l'home dels somnis
- Nominació premi Young Artist 1993 – Millor actriu jove 10 anys o menys per This Is My Life
- Nominació premi Young Artist 1994 – Millor actriu en una pel·lícula dramàtica per l'home sense rostre
- Nominació premi Young Artist 1995 – Millor actriu jove còmica en un show televisiu per Someone Like Me
- Nominació premi Young Artist 1996 – Millor cast jove per Amigues per sempre
- Nominació premi YoungStar 1997 – Millor actriu jove en una pel·lícula de comèdia per Tothom diu "I love you"
- Premi Festival SXSW 2013 - Premi especial del jurat al millor cast per Burma
- Nominació premi Independent Spirit 2014 - Millor actriu protagonista per Crystal Fairy & the Magical Cactus and 2012